# Francesc Tagell
Francesc Tagell o Francesc Tegell (mitjans del segle xviii) fou un erudit, poeta i canonge de la catedral de Barcelona. Estant a Roma va escriure un opuscle en vers sobre la mort i funerals del papa Climent XII. Un altre també en vers sobre l'elecció del cardenal Prospero Lambertini o Benet XIV en el qual refereix el que va passar en aquell llarg conclave dels cardenals. Aquesta obra la va jutjar molt digna el Pare Jaume Pasqual, canonge de les Avellanes, que en posseïa una còpia.

## Obra
- Poema anafòric, 1720. Descriu, en vers, dotze saraus celebrats en un palau del carrer de Montcada de Barcelona per les festes de Carnestoltes d’aquest any. (Ed. Francesc Tegell, Kenneth Brown. Curial, Barcelona, 1989)
- Relació de la mort de Climent XII i de l'elecció de Benet XIV, 1740. (Editat per Joan Mascaró. Universitat de Barcelona, Departament de Filología Catalana, 1971)